# جورج ميريل
جورج ميريل (بالإنجليزية: George Merrill)‏ هو كاتب أغاني أمريكي، ولد في 28 أغسطس 1957.

## وصلات خارجية
- جورج ميريل على موقع ميوزك برينز (الإنجليزية)
- جورج ميريل على موقع أول ميوزيك (الإنجليزية)
- جورج ميريل على موقع ديسكوغز (الإنجليزية)